# Goljār
Goljār (persiska: گُلجار, گلجار) är en ort i Iran.   Den ligger i provinsen Östazarbaijan, i den nordvästra delen av landet, 600 km nordväst om huvudstaden Teheran. Goljār ligger 1 718 meter över havet och antalet invånare är 602.
Terrängen runt Goljār är huvudsakligen kuperad, men västerut är den bergig. Terrängen runt Goljār sluttar norrut.Runt Goljār är det ganska tätbefolkat, med 70 invånare per kvadratkilometer. Närmaste större samhälle är Marand, 9,7 km nordost om Goljār. Trakten runt Goljār består i huvudsak av gräsmarker.